# Zhen’an (métro de Foshan)
Pour les articles homonymes, voir Zhen'an.
Zhen’an (chinois simplifié : 镇安 ; chinois traditionnel : 鎮安 ; pinyin : zhèn’ān, en anglais : Zhen'an) est une station terminus provisoire de la ligne 3 du métro de Foshan. Elle est située au sud de l'intersection de l'avenue Nanhai et de la route Tongji Est, dans le district de Chancheng de la ville préfecture de Foshan, sur le territoire de la province du Guangdong, en Chine.
Ouverte en 2022, la station est desservie par les rames qui circulent sur la ligne 3.

## Situation sur le réseau

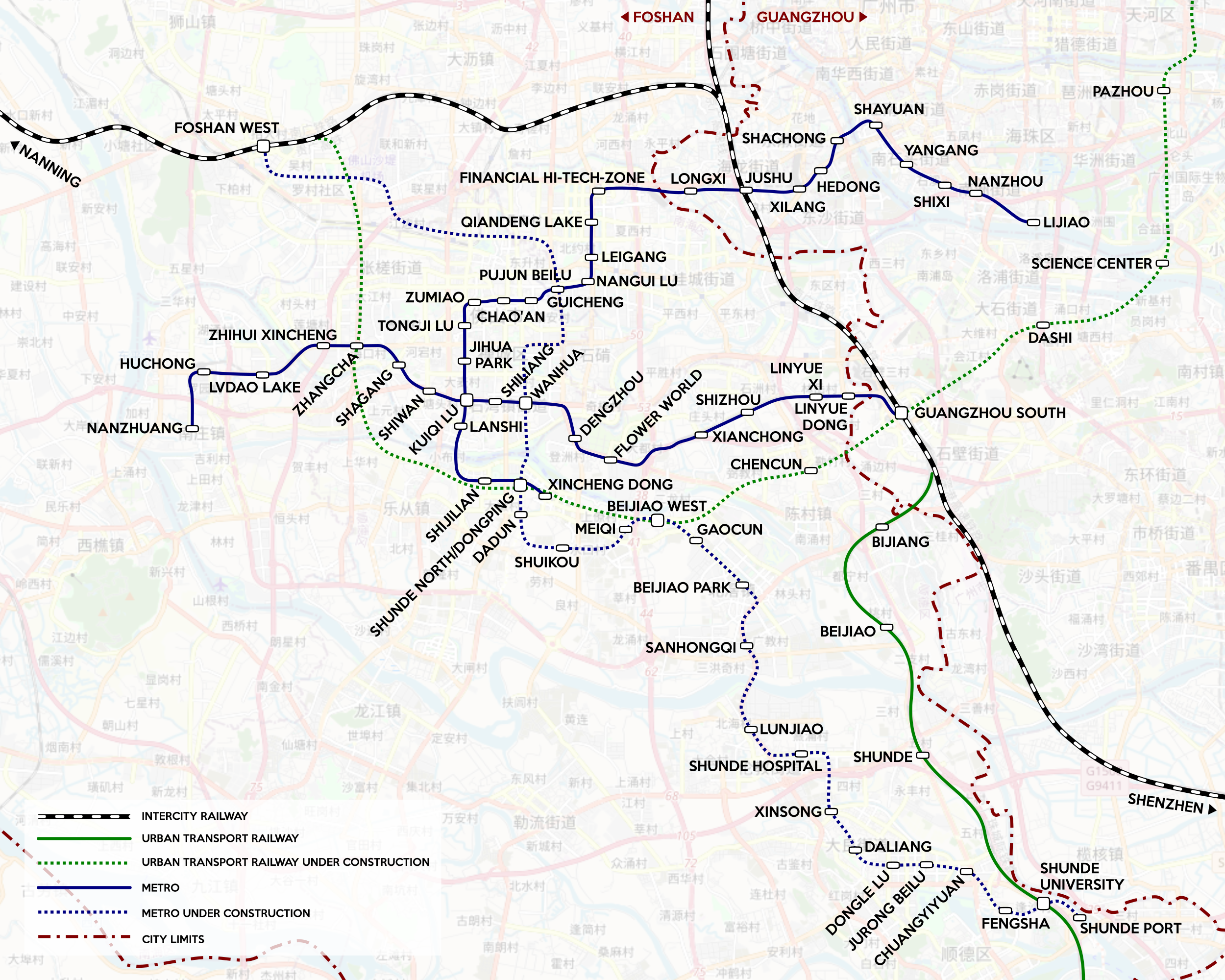
Plan du réseau du métro, en 2022.

Établie en souterrain, la station Zhen’an, est la station terminus nord provisoire de la ligne 3 du métro de Foshan : elle est située avant la station Wanhua, en direction du terminus sud-est Gare du Collège-de-Shunde.

## Histoire
La station Zhen’an est mise en service le 28 décembre 2022, lors de l'ouverture à l'exploitation de la ligne 3 du métro de Foshan, phase 1 de la station Zhen’an, terminus nord à la station Gare du Collège-de-Shunde, terminus sud-est,,.

## Services aux voyageurs

### Accès et accueil
La station souterraine est située au sud de l'intersection de l'avenue Nanhai et de la route Tongji Est, dans le district de Chancheng. Elle dispose de quatre bouches nommées B, C, D, et E, toutes les bouches disposent d'escaliers et d'escaliers mécaniques, seules les bouches C et E disposent d'un ascenseur. Au premier sous-sol se situe notamment le hall d'accueil et la billetterie, au deuxième sous-sol la station avec un quai central,.

Bouches en 2023
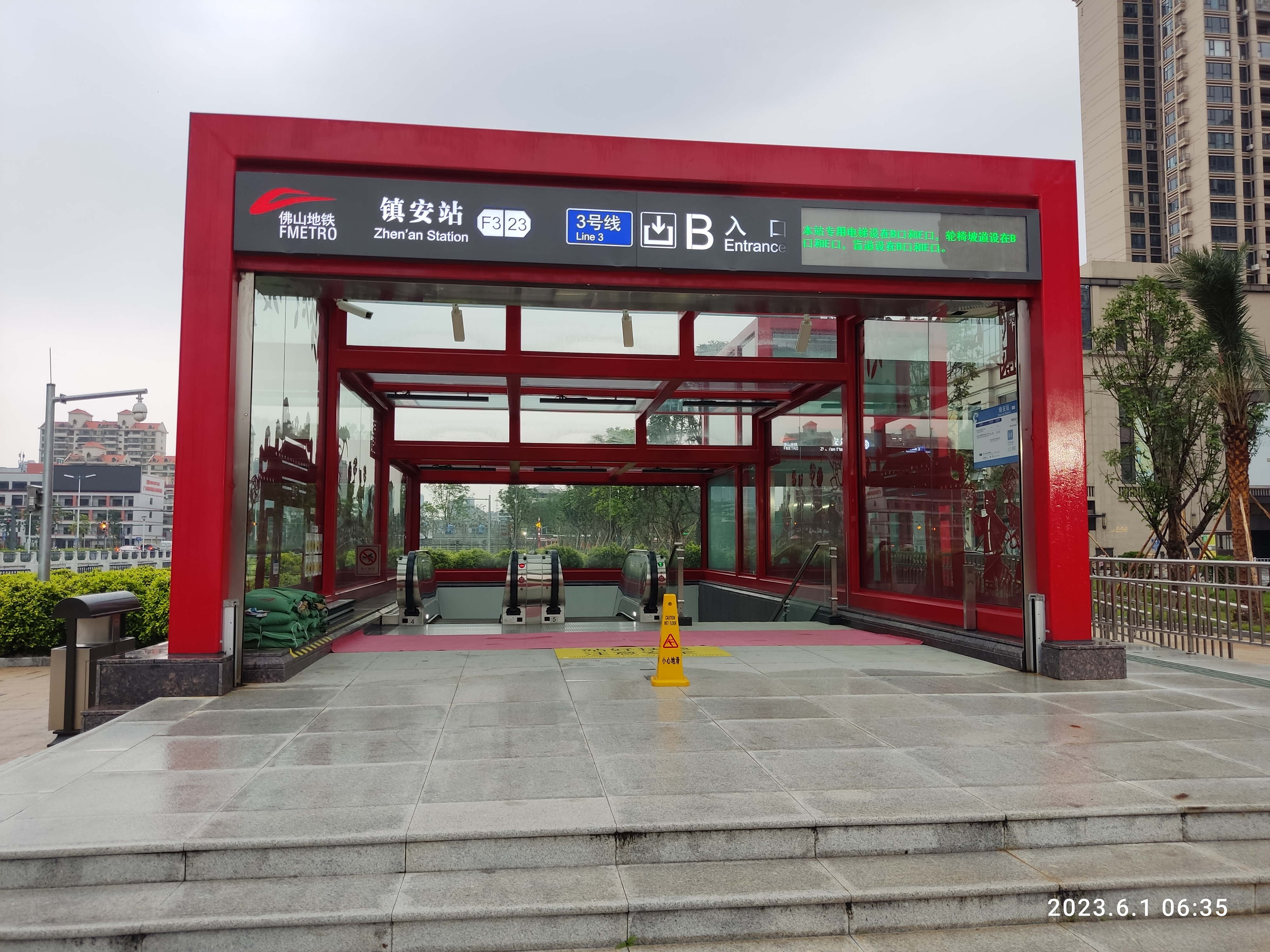
B
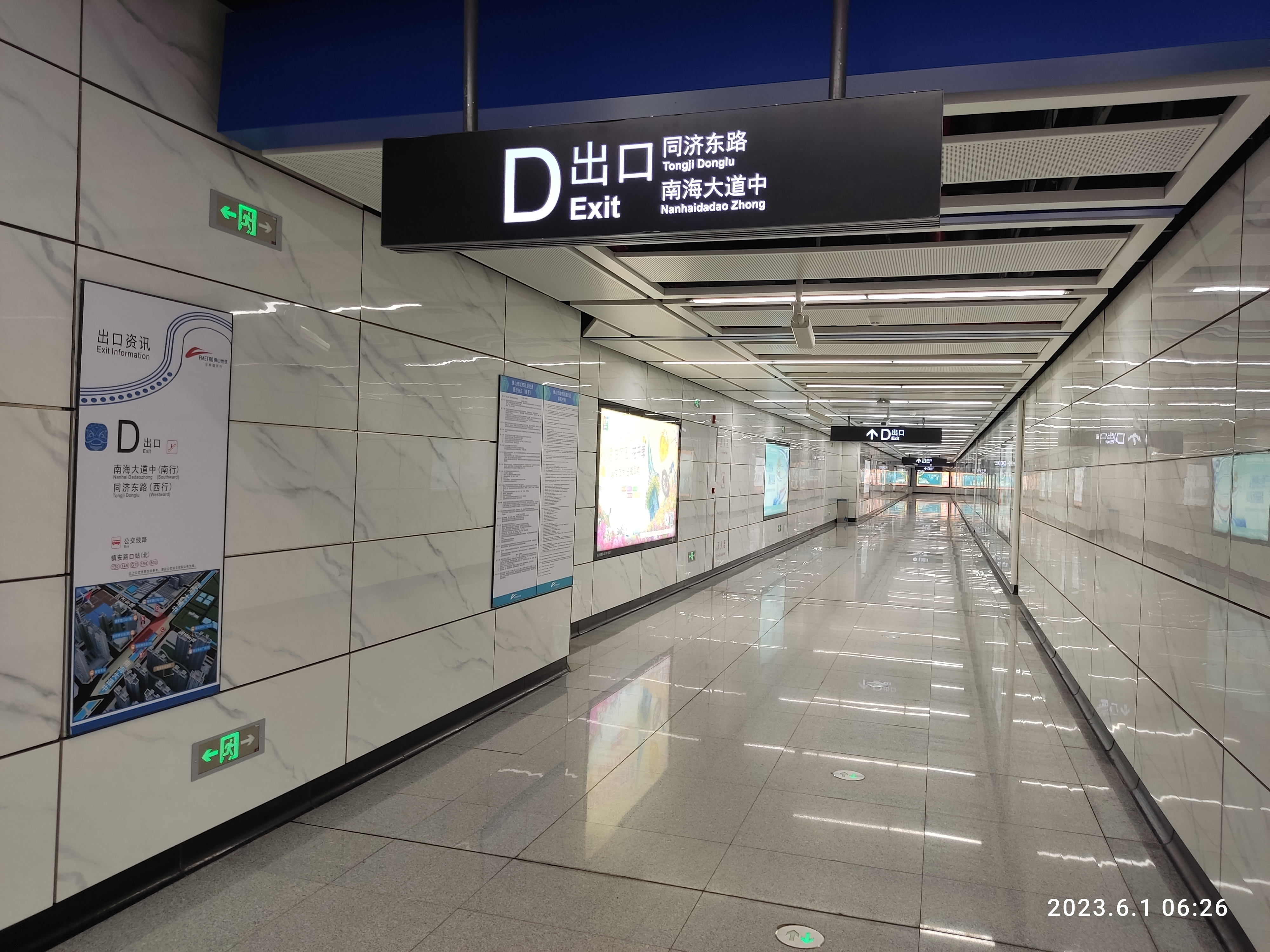
D, en 2023.
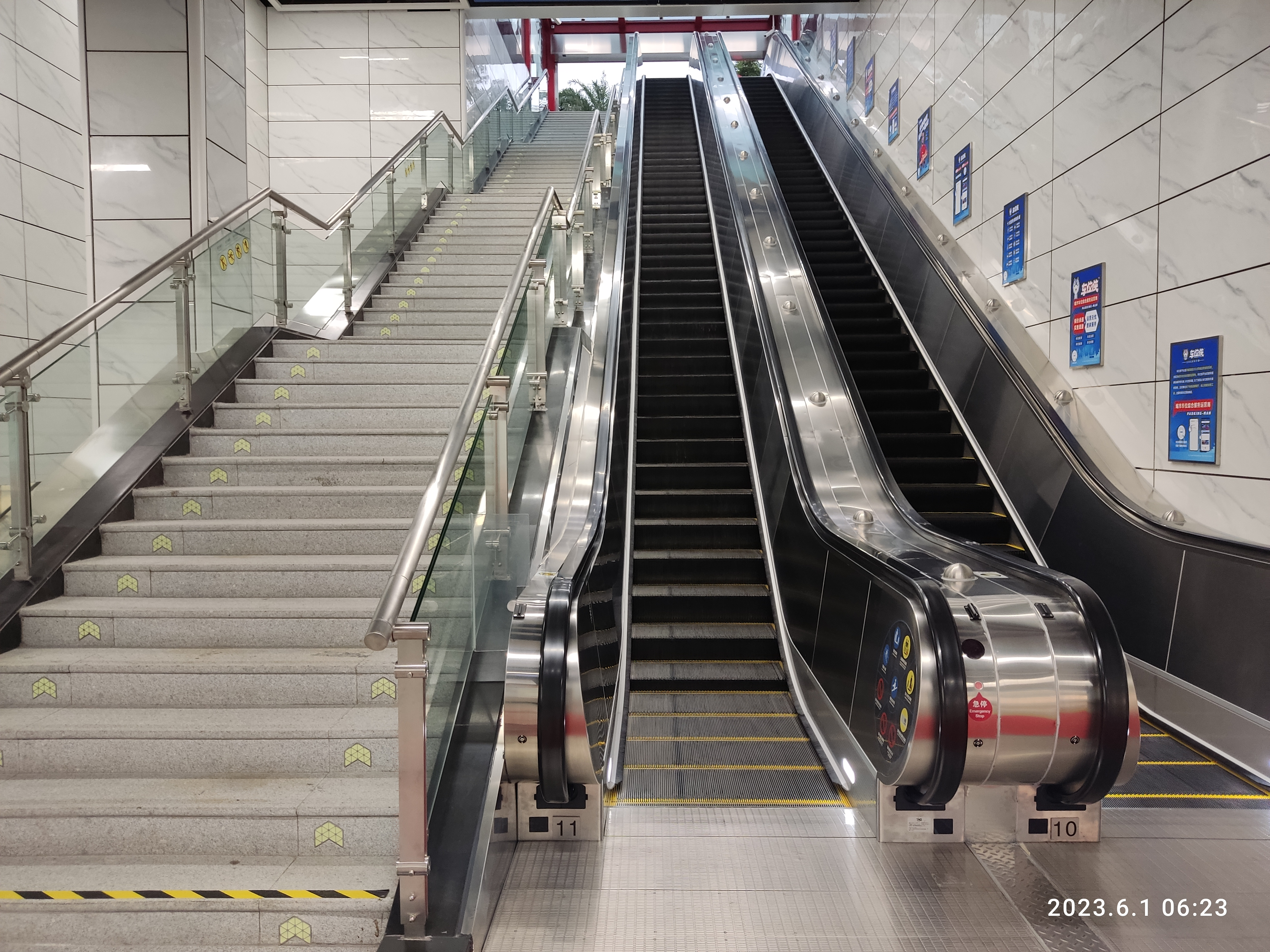
E, en 2023.

### Desserte
Zhen’an est desservie par les rames qui circulent sur la ligne 3 du métro de Foshan.

Accueil en 2023
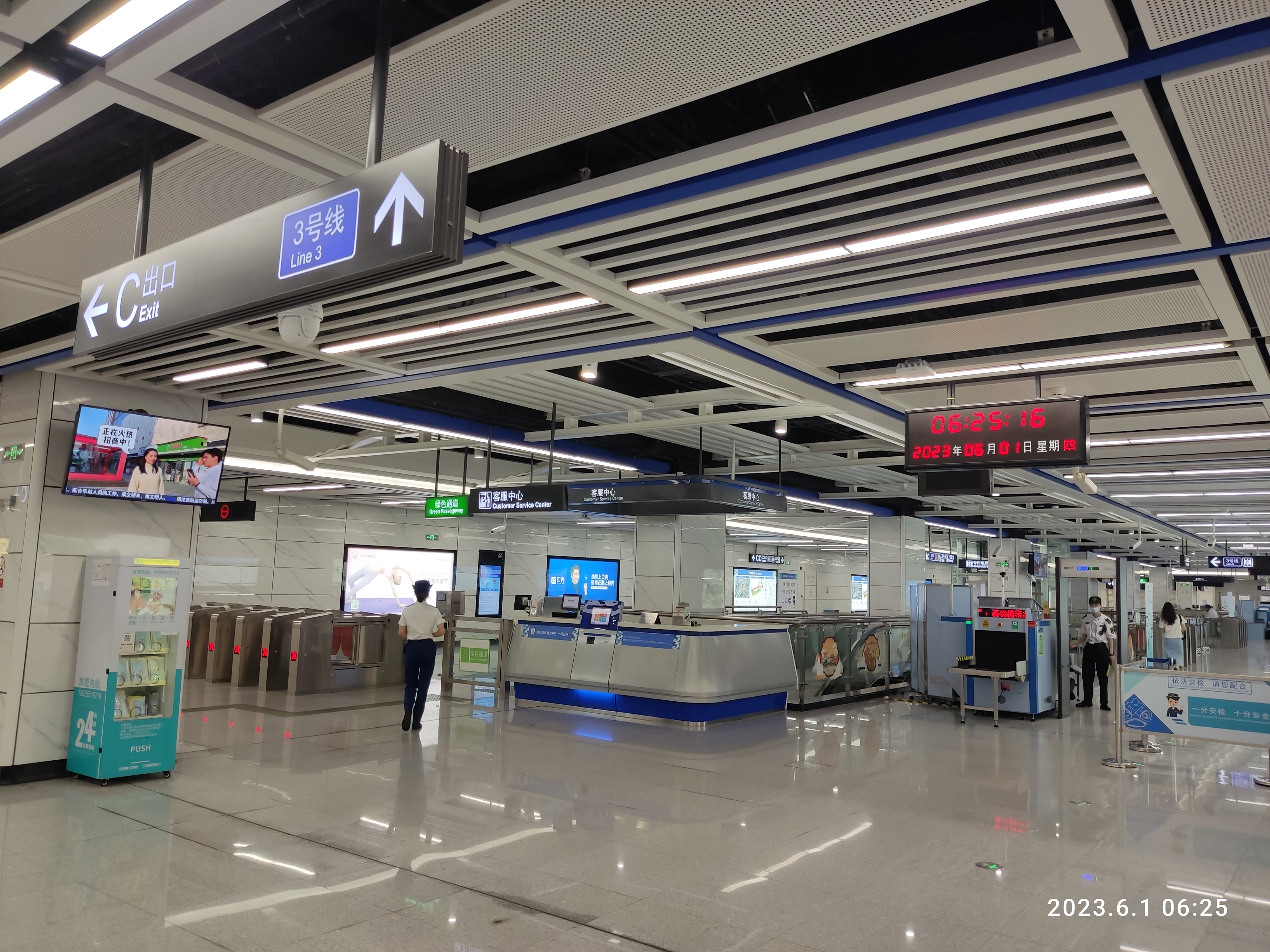
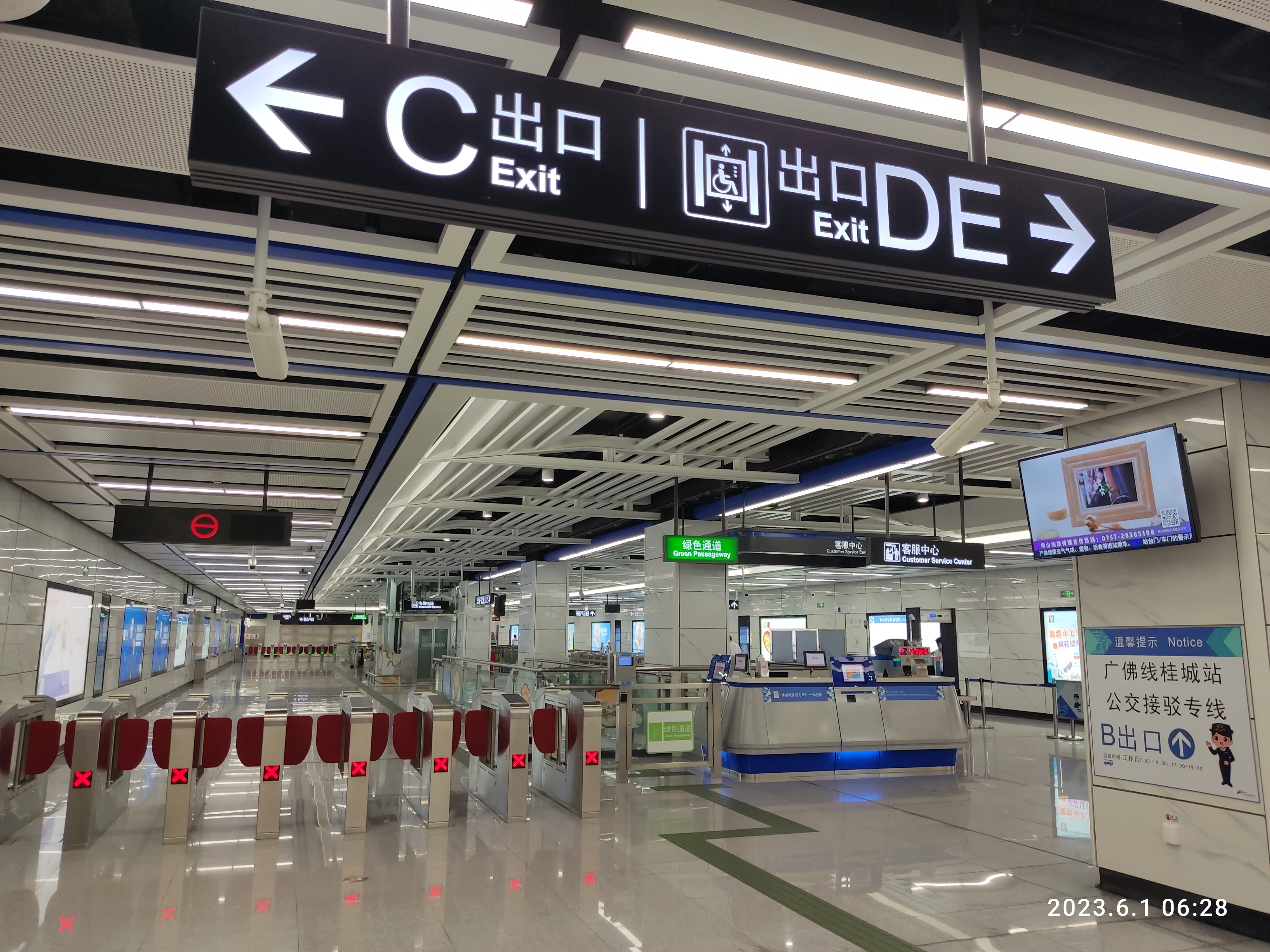
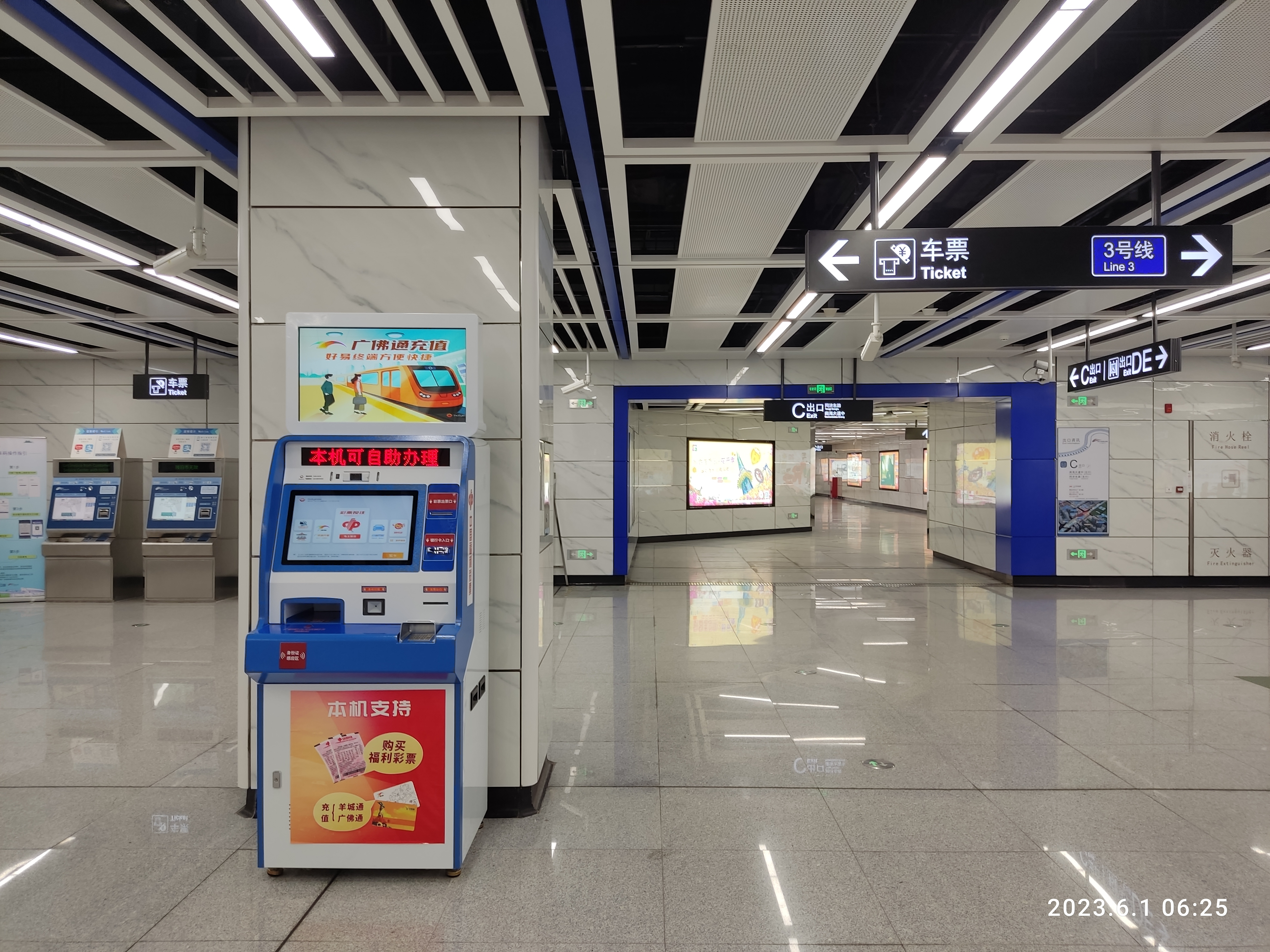

### Intermodalité
Des arrêts de bus sont situés à proximité de bouches de la station.

## Projets
Le prolongement de la ligne vers le nord, phase 2, est en cours de construction.